# Dobroteasa
Dobroteasa è un comune della Romania di 2 009 abitanti, ubicato nel distretto di Olt, nella regione storica della Muntenia. 
Il comune è formato dall'unione di 4 villaggi: Batia, Câmpu Mare, Dobroteasa, Vulpești.